# أوليغ غرابار
أوليغ غرابار (Oleg Grabar) (من مواليد 3 نوفمبر 1929 في ستراسبورغ فرنسا، مؤرخ وعالم آثار، تخصص في مجال الفنون والعمارة الإسلامية. حصل على الدكتوراه من جامعة برنستون عام 1955. كان عضو في هيئة التدريس في جامعة ميتشيغان، في 1954-69، قبل أن يحصل على تعيين أستاذ في جامعة هارفارد. في عام 1980 أصبح أستاذ عمارة وفن إسلامي في جامعة هارفارد، وبقي حتى عام 1990 عندما انضم إلى معهد الدراسات العليا. أستاذ فخري منذ عام 1998.

## مؤلفاتة
- مدينة في الصحراء، مطبعة جامعة هارفارد (1978) City in the Desert
- قبة الصخرة، مطبعة جامعة هارفارد، (2006) The Dome of the Rock
- عبقرية الحضارة العربية The Genius of Arab civilization